# Pučki pravobranitelj u Hrvatskoj
Pučki pravobranitelj opunomoćenik je Hrvatskoga sabora koji štiti ustavna i zakonska prava građana u postupku pred državnom upravom i tijelima koja imaju javne ovlasti.

## Povijest
Institucija Pučkog pravobranitelja u hrvatski je državni i pravni sustav uvedena Ustavom iz 1990. godine, a ustavne odredbe koje reguliraju status ove institucije mijenjale su se, proširujući nadležnosti Pučkome pravobranitelju, odnosno jačajući njegovu ulogu. Pučki pravobranitelj, sukladno članku 93. Ustava Republike Hrvatske, opunomoćenik je Hrvatskoga sabora za promicanje i zaštitu ljudskih prava i sloboda utvrđenih Ustavom, zakonima i međunarodnim pravnim aktima o ljudskim pravima i slobodama koje je prihvatila Republika Hrvatska.
Novim Zakonom o pučkom pravobranitelju iz 2012. godine definirane su i proširene zadaće ove institucije u području promocije ljudskih prava, odnosa s javnošću, istraživačkog rada, institucionalne suradnje i suradnje s organizacijama civilnoga društva te je zakonski regulirano institucionalno pripajanje javne ustanove Centar za ljudska prava, u cilju jačanja kapaciteta za promotivni rad u ljudskim pravima.
Time su se u velikoj mjeri ispunjene preporuke UN-ovih tijela, jer je Međunarodni koordinacijski odbor za nacionalne institucije, reprezentativno tijelo nacionalnih institucija za zaštitu ljudskih prava pri Vijeću za ljudska prava Ujedinjenih naroda 2008. godine akreditirao instituciju pučkog pravobranitelja kao neovisnu nacionalnu instituciju za promicanje i zaštitu ljudskih prava s najvišim postojećim statusom A prema tzv. Pariškim načelima, koji zadaje visoke kriterije u smislu neovisnosti u radu i jačanja institucionalnih kapaciteta u promociji i zaštiti ljudskih prava.
Godine 2003. u Hrvatskoj su uvedeni i posebni pravobranitelji - Pravobranitelj za djecu i Pravobranitelj za ravnopravnost spolova, a 2008. i pravobranitelj za osobe s invaliditetom.

## Područja djelovanja i struktura rada
- Područje zaštite ljudskih prava, koje se odnosi primarno na rad po pritužbama građana na javnopravna tijela, te na pokretanje općenitih inicijativa; davanje preporuka i mišljenja za izmjene zakona i propisa te unapređenje administrativnih praksi upravo temeljenih na pojedinačnim pritužbama

- Područje rada Nacionalnog preventivnog mehanizma te zaštita prava osoba lišenih slobode, obuhvaća s jedne strane prevenciju mučenja i drugih okrutnih, neljudskih i ponižavajućih postupaka ili kažnjavanja, kao i zaštitu ljudskih prava osoba lišenih slobode kada do povreda dođe

- Područje rada na suzbijanju diskriminacije i promicanju načela jednakog postupanja, u kojoj Pučki pravobranitelj djeluje kao središnje nacionalno tijelo za suzbijanje diskriminacije

- Područje promocije i suradnje – komunikacija s javnošću, promocija ljudskih prava, istraživanja i institucionalna suradnji s različitim dionicima koja obuhvaća domaće institucije, međunarodne organizacije i institucije te organizacije civilnoga društva

Pučkog pravobranitelja i zamjenike bira Sabor na razdoblje od osam godina. Kao snažno personalizirana institucija ima za cilj štititi građane od povreda ljudskih prava uzrokovanih postupanjem tijela državne uprave i pravnih osoba s javnim ovlastima, središnje je tijelo za suzbijanje diskriminacije te nacionalni prventivni mehanizam za sprečavanje mučenja i drugih okrutnih, neljudskih ili ponižavajućih postupaka ili kažnjavanja. U svom radu je samostalan i neovisan.
Dužnost pučkog pravobranitelja obnašali su Branko Babac (1993. – 1996.), Ante Klarić (1996. – 2004.), Jurica Malčić (2004. – 2013.) i Lora Vidović (2013. – 2021.), a trenutna je pučka pravobraniteljica Tena Šimonović-Einwalter čiji su zamjenici Dijana Kesonja, Saša Rajić, Sedina Dubravčić i Tatjana Vlašić.

## Poveznice
- Pučki pravobranitelj
- Pravobranitelj za djecu
- Pravobranitelj za ravnopravnost spolova
- Pravobranitelj za osobe s invaliditetom
- Hrvatski sabor

## Vanjske poveznice
Mrežna mjesta
- Službene stranice Pučkog pravobranitelja